# 마쓰다이라 노리타다 (1674년)

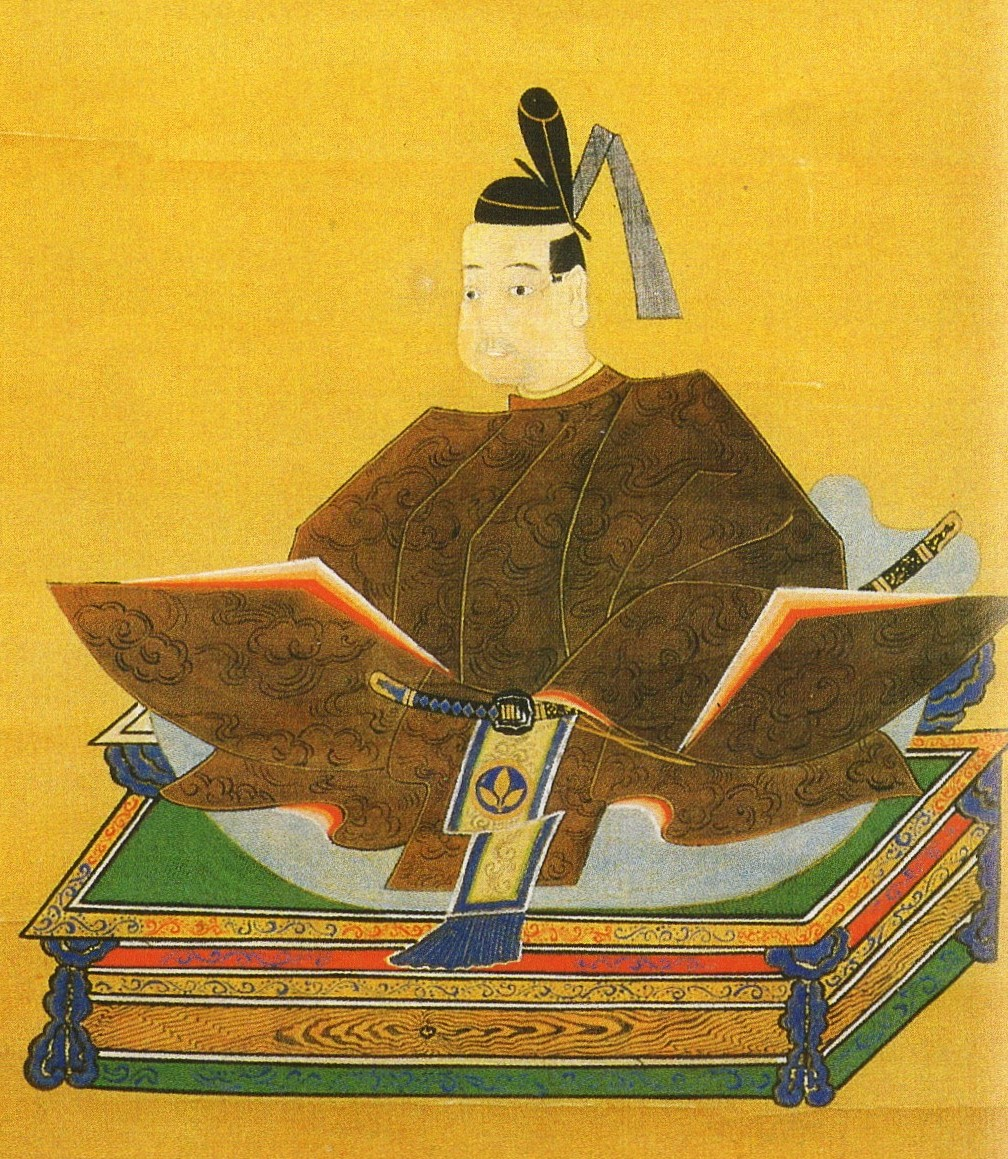
마쓰다이라 노리타다

마쓰다이라 노리타다(일본어: 松平乗紀, 1674년 ~ 1717년 2월 6일)는 시나노 고모로번 제2대 번주, 미노 이와무라 번 초대 번주를 지냈다. 이와무라 번 오규 마쓰다이라 가(岩村藩大給松平家) 제2대 당주.
| 전임 마쓰다이라 노리마사 | 제2대 노리마사 계 오규 마쓰다이라 가 당주 | 후임 마쓰다이라 노리카타 |

| 전임 마쓰다이라 노리마사 | 제2대 고모로번 번주 (오규 마쓰다이라 가) 1684년 ~ 1702년 | 후임 마키노 야스시게 |

| 전임 니와 우지오토 | 제1대 이와무라 번 번주 (오규 마쓰다이라 분가) 1702년 ~ 1716년 | 후임 마쓰다이라 노리카타 |